# 松平康次 (宮石松平家)
松平 康次（まつだいら やすつぐ）は、戦国時代から江戸時代前期にかけての武将。宮石松平家5代。

## 経歴
松平宗次の子として生まれ、永禄元年（1558年）より成瀬久次と共に徳川家康に仕える。その後のある時期、何らかの家康の命に久次と共に背くことがあり、蟄居していた。天正9年（1581年）3月の高天神城の戦いの際、まだ家康の許しを得ていなかったが、久次と共に戦功を挙げ、元の通り家康に仕えるようになる。天正12年（1584年）の長久手の戦いでは先陣として2つの首級を挙げた。その後武田信吉に久次と共に仕え、慶長8年（1603年）に信吉が亡くなると再び家康に附属され、同年11月5日に三河国設楽郡で460石の所領を与えられた。慶長19年（1614年）の大坂の陣の際には駿府城の留守居役を務めた。元和元年（1615年）8月22日、駿府城において72歳で死去。

## 系譜
- 父：松平宗次
- 母：不詳
- 正室：奥平貞勝の娘
  - 次男：松平正次
  - 三男：松平利次
  - 四男：松平直次
- 生母不明の子女
  - 長男：彦六郎 - 早世
  - 長女：小林正吉室
  - 次女：安井正勝室
  - 五男：松平次倫